# Andrea Catellani
Andrea Catellani (Reggio Emilia, Italia, 26 de mayo de 1988) es un exfutbolista italiano.Jugaba habitualmente de centrodelantero y de extremo derecho, y su último equipo fue Virtus Entella de la Serie C de Italia.

## Trayectoria
Catellani ha realizado toda su carrera hasta la actualidad en Reggiana, pasando por todas las categorías inferiores del club. Debutó en el año 2005 en primera y ese mismo año marcó su primer gol como profesional contra Benevento. En la temporada 2006/2007, Catellani se destacó dentro del equipo, disputando 30 encuentros y marcando 8 goles. Actualmente es titular en el equipo, habiendo jugado 17 encuentros y marcado 3 goles.

## Clubes
| Club           | País   | Año       |
| -------------- | ------ | --------- |
| Reggiana       | Italia | 2005-2008 |
| Calcio Catania | Italia | 2008      |
| Modena         | Italia | 2008-2011 |
| Calcio Catania | Italia | 2011-2012 |
| US. Sassuolo   | Italia | 2012-2013 |
| Spezia         | Italia | 2014      |